# Giuliano
Giuliano Đanić (Split, 14. svibnja 1973.) pjevač je rock i pop glazbe iz Splita.

## Karijera
Prvotno je pjevao u nekoliko splitskih sastava, kao što su Kleopatra, Zippo, Apokalipsa i Feeling, a nakon toga je nastavio sa samostalnom karijerom. Od tada nastupa pod imenom Giuliano.
Izdao je nekoliko albuma. Pjevao je u duetu s Marijanom Banom u pjesmi Jugo, za koju je dobio nagradu Porina, te s Goranom Višnjićem (S tvojih usana...). U pratnji Simfonijskog orkestra HRT-a je snimio album uživo u dvorani Vatroslav Lisinski.
Sudjelovao je na nekoliko Splitskih festivala.
Sudjelovao je na festivalu Dora nekoliko puta:
- Dora 1996. – s pjesmom "Sjaj u očima otkriva te" – 5. mjesto
- Dora 1999. – s pjesmom "Dobro mi došla ljubavi" – 6. mjesto
- Dora 2000. – s pjesmom "Srna i vuk" 3. mjesto
- Dora 2003. – s pjesmom "Moja lipa" 7. mjesto
- Dora 2005. – s pjesmom "Dobro došla si" – polufinale
- Dora 2007. – s pjesmom "Pismom te ljubi milijun mandolina" – 5. mjesto
- Dora 2008. – duet s grupom Viva s pjesmom "Plava vještica" – 11. mjesto
- Dora 2010. – s pjesmom "Moja draga" – 8. mjesto

Glumio je u rock-operi Jesus Christ Superstar i rock-operi Gubec-beg.

## Politički angažman
Giuliano je u više navrata pjevao na predizbornim skupovima HSP-a. Na predsjedničkim izborima 2005. pjevao je u kampanji Jadranke Kosor.
Na parlamentarnim izborima 2011. kandidat je i nositelj liste HSP-a u III. izbornoj jedinici.
Godine 2014. pjevao je na predizbornom skupu HDZ-a 1990.

## Zanimljivosti
- Zajedno sa suprugom Kristinom pojavio se u nekoliko kadrova sedme sezone Igre prijestolja.[6]

## Diskografija

### Apokalipsa
- Ljubav za ljubav, bol za bol

### Samostalni albumi
- Giuliano (1996.)
- Boje ljubavi (1998.)
- Svijet tvoje čarolije (2000.)
- Ugasi žeđ (2003.)
- Moje 80e  (2007.)
- Sada imam sve  (2012.)

### Kompilacije
- Giuliano u Lisinskom (1999.)
- Best of… (2001.)

## Vanjske poveznice
- Giuliano – službene mrežne stranice  Arhivirana inačica izvorne stranice od 4. veljače 2009. (Wayback Machine) (hrv.) (engl.)
- Giuliano na Discogsu